# Genes Pax
Na biologia evolutiva do desenvolvimento, os genes Paired box (Pax) são uma família de genes que codificam fatores de transcrição tecido-específicos contendo um domínio N-terminal pareado e geralmente um homeodomínio parcial ou, no caso de quatro membros da família (PAX3, PAX4, PAX6 e PAX7), um homeodomínio completo no C-terminal. Um octapeptídeo, além de um C-terminal rico em Pro-Ser-Thr, também pode estar presente. As proteínas Pax são importantes no início do desenvolvimento animal para a especificação de certos tecidos, bem como durante a regeneração epimórfica do membro em determinados animais.
O domínio pareado foi inicialmente descrito em 1987 como "caixa pareada" (paired box) na proteína pareada da Drosophila (prd; P06601).

## Grupos
Dentro da família dos mamíferos, existem quatro grupos bem-definidos de genes Pax.
- Grupo Pax 1 (Pax 1 e 9),
- Grupo Pax 2 (Pax 2, 5 e 8),
- Grupo Pax 3 (Pax 3 e 7) e
- Grupo Pax 4 (Pax 4 e 6).

Duas outras famílias, Pox-neuro e Pax-α/β, existem em espécies bilaterais basais. Genes ortólogos existem em todo o Metazoa, o que inclui o extenso estudo da expressão ectópica em Drosophila usando Pax6 murino. As duas rodadas de duplicações do genoma completo na evolução dos vertebrados são responsáveis pela criação de até 4 parálogos para cada proteína Pax.

## Membros
- PAX1 foi identificado em camundongos no desenvolvimento de segmentação de vertebrados e embriões, havendo evidências de que isso também seja verdade em humanos. O gene transcreve uma proteína de 440 aminoácidos a partir de 4 éxons e 1323 bps em humanos.
- PAX2 foi identificado no desenvolvimento do rim e do nervo óptico. O gene transcreve uma proteína de 417 aminoácidos a partir de 11 éxons e 4261 bps em humanos. A mutação do PAX2 em humanos tem sido associada à síndrome rim coloboma, bem como à oligomeganefronia.[9]
- PAX3 foi identificado no desenvolvimento do ouvido, olho e rosto. O gene transcreve uma proteína de 479 aminoácidos em humanos. Mutações no gene podem causar a síndrome de Waardenburg. O PAX3 é frequentemente expresso em melanomas,[10] contribuindo para a sobrevivência das células tumorais.[11]
- PAX4 foi identificado em células beta das ilhotas pancreáticas. O gene transcreve uma proteína de 350 aminoácidos a partir de 9 éxons e 2010 bps em humanos.
- PAX5 foi identificado no desenvolvimento neural, espermatogênese e na diferenciação de células B. O gene transcreve uma proteína de 391 aminoácidos a partir de 10 éxons e 3644 bps em humanos.
- PAX6 (eyeless) é o gene mais pesquisado da família, aparecendo em toda a literatura como um "gene mestre" no controle do desenvolvimento de olhos e de órgãos sensoriais, de certos tecidos neurais e epidérmicos, bem como de outras estruturas homólogas, geralmente derivadas de tecidos ectodérmicos.
- PAX7 tem sido associado possivelmente à miogênese. O gene transcreve uma proteína de 520 aminoácidos de 8 éxons e 2260 bps em humanos. O gene dirige a renovação pós-natal e a propagação de células satélites miogênicas, mas não sua especificação.[12]
- PAX8 tem sido associado à expressão específica na tireoide. O gene transcreve uma proteína de 451 aminoácidos de 11 éxons e 2526 bps em humanos.
- PAX9 está associado ao desenvolvimento esquelético e de outros órgãos, particularmente dentes. O gene transcreve uma proteína de 341 aminoácidos de 4 éxons e 1644 bps em humanos.